# Milky Chance
Milky Chance ist eine deutsche Folktronica-Band. Sie wurde 2012 von Clemens Rehbein und Philipp Dausch in Kassel gegründet. Die Bandmitglieder leben heute in Berlin. Für das Debütalbum Sadnecessary und die daraus erfolgte Singleauskopplung Stolen Dance wurde die Band mehrfach mit Gold- und Platin-Schallplatte ausgezeichnet. Nach den erfolgreichen Veröffentlichungen der beiden Alben Blossom (2017) und Mind the Moon (2019) veröffentlichte Milky Chance 2021 das Mixtape Trip Tape. Die Single Colorado erreichte Gold-Status in Deutschland und Österreich und war zwischenzeitlich auf Platz 3 der Billboard Alternative Airplay Charts.

## Geschichte
Rehbein begann mit zwölf Jahren, Gitarre zu spielen. In der Oberstufe gründete er zusammen mit Dausch und weiteren Freunden die Band Flown Tones. Rehbein spielte dort Bass, Dausch war der Gitarrist der Band. Gemeinsam tourten sie als Straßenmusiker durch Europa und spielten mehrere Konzerte in Kassel und Umgebung. Rehbein und Dausch legten 2012, u. a. nach der Belegung eines Musik-Leistungskurses, ihre Abiturprüfung an der Jacob-Grimm-Schule ab. Im selben Jahr starteten die beiden Musiker das neue Bandprojekt Milky Chance und nahmen in Rehbeins altem Kinderzimmer von ihm geschriebene Songs auf. Einer dieser Songs war Stolen Dance, den sie am 14. Juli 2012 auf dem Videoportal YouTube hochluden. 
Nachdem ihre erste als Duo selbst produzierte Single Stolen Dance 2012 auf YouTube mehrere hunderttausend Mal angeklickt worden war, gründeten sie ihre eigene Plattenfirma, die am 31. Mai 2013 ihr Debütalbum Sadnecessary veröffentlichte. Die Single Stolen Dance erreichte in Österreich, der Schweiz, Polen, Wallonien und Frankreich Platz eins der Singlecharts, in Deutschland und den Niederlanden den zweiten Platz. Weitere Top-10-Platzierungen gab es unter anderem in Italien, Kanada, Australien und Neuseeland.
2014 wurde der US-amerikanische Markt auf das Duo aufmerksam. Die Online-Musikzeitschrift Spin zeichnete Sadnecessary als „Album der Woche“ aus. Nach Rammstein hatten sie als zweite deutsche Band einen Auftritt bei der Late-Night-Show Jimmy Kimmel Live!. Die Band gewann Preise wie den European Border Breakers Award sowie einen Echo in der Kategorie „Bester nationaler Act im Ausland“. Als einzige Band aus Deutschland waren sie am 18. April 2020 an der mehrstündigen virtuellen Benefizshow One World - Together at home beteiligt, mit der Spenden für die WHO und deren Kampf gegen die Coronavirus-Pandemie angestoßen werden sollten.

### 2013:Stolen Dance
Nachdem Milky Chance 2013 erst zwei Live-Shows gespielt hatten, nahmen sie ihr Debütalbum Sadnecessary auf. Vor der Veröffentlichung des kompletten Albums erschienen bereits mehrere Songs auf SoundCloud und YouTube. Die Single Stolen Dance war einer davon. Nachdem das Lied ab dem 4. April 2013 eine große Anzahl an Aufrufen bei YouTube verzeichnete, erreichte die Band schnell internationale Aufmerksamkeit. So schrieb Spin: „the clip for Stolen Dance nails the visual for its artist in a way that feels definitive and not overly self-conscious. It’s still without being static, evocative while not provocative, silly but never stupid.“ Das Video machte die Band für einen Monat „most blogged about act“ auf dem Musikblog-Aggregator Hype Machine. Bis November 2024 wurde Stolen Dance auf YouTube über 974 Millionen Mal aufgerufen.
Am 13. Dezember 2013 wurde Stolen Dance in den D-A-CH-Ländern als Maxi-Single auf CD veröffentlicht. Um die Wartezeit auf das Debütalbum Sadnecessary in den Vereinigten Staaten zu verkürzen, wurde am 9. Mai 2014 eine EP von Stolen Dance veröffentlicht, die zum ersten Charterfolg für die Band führte. Stolen Dance wurde weltweit mit einer Goldenen Schallplatte sowie 22 Mal mit Platin ausgezeichnet. Den Schallplattenauszeichnungen zufolge verkaufte sich die Single über vier Millionen Mal.

### 2013:Sadnecessary,Down by the RiverundFlashed Junk Mind
Das Debütalbum Sadnecessary wurde am 31. Mai 2013 weltweit als Download und als CD im Eigenversand veröffentlicht. Es umfasst die Singles Stolen Dance, Down by the River und Flashed Junk Mind. Das Album erreichte Platz 14 in den deutschen Albumcharts. Am 5. Dezember 2013 gewannen die Band mit der 1 Live Krone in der Kategorie „Beste Single“ ihre erste Auszeichnung.
Down by the River wurde als zweite Single am 28. März 2014 veröffentlicht. Das Lied erreichte in Frankreich, Deutschland, der Schweiz und Großbritannien die Charts und gehört zum Soundtrack des Computerspiels FIFA 15. Bis November 2016 wurde das Album rund 510 Millionen Mal auf Spotify gestreamt.

### 2014: Weltweiter Erfolg
Sadnecessary erschien in den Vereinigten Staaten im Oktober 2014 und erreichte auf Anhieb Platz 17 der Billboard 200. Spin bezeichnete das Debüt unter anderem: „serenely rollicking crossover jam“ und betonte, dass Stolen Dance „is no red herring — the great majority of Sadnecessary follows in its pattern of low-octane beats and gently lapping guitar strumming, making for a lovely and understated album.“
Von März bis Mai 2014 tourte die Band durch Nordamerika. Ihre erste Show in den Vereinigten Staaten spielten sie im ausverkauften Bowery Ballroom in New York City.
Nach dem Auftritt bei Jimmy Kimmel Live! am 22. Oktober 2014 folgte ein Gastauftritt bei The Tonight Show mit Jimmy Fallon.
Die Band wurde mit dem European Border Breakers Award ausgezeichnet und für den „Best German Act“ bei den MTV Europe Music Awards 2014 nominiert.

### 2015–2016: Weltweite Touren und Erfolge
Auf drei ausverkauften Touren durch Nordamerika (Vereinigte Staaten & Kanada) haben Milky Chance vor insgesamt rund 100.000 Menschen gespielt. Im August 2015 trat die Band bei The Late Late Show with James Corden auf. Eine ausverkaufte Tour durch Australien und Neuseeland führte die Band nach Melbourne, Sydney und Auckland. Außerdem spielten sie auf der Falls Festival Tour, der New Years Day Show 2015 und beim Field Day Festival in Sydney. 2015 spielten Milky Chance des Weiteren eine Festival-Tour in Südafrika. Dabei waren sie unter anderem beim Rockin’ The Daisies Festival in Kapstadt Co-Headliner zusammen mit The Kooks.

### 2017:Blossom
Am 17. März 2017 veröffentlichte die Band ihr zweites Studioalbum Blossom. Nachdem die Demos größtenteils unterwegs auf Tour oder in Dauschs Studio zu Hause aufgenommen wurden, gingen die Musiker im Gegensatz zum ersten Album für die Albumproduktion in ein größeres Studio, das Toolhouse in Rotenburg an der Fulda.
Bei den Aufnahmen im Studio arbeiteten Rehbein und Dausch mit dem Produzenten Tobias Kuhn zusammen. Während die Grundstimmung der Lieder auf Blossom ähnlich der auf Sadnecessary ist, wurden die Aufnahmen mit mehr analogen Percussions, Instrumenten und Sounds erweitert. Auch die Mundharmonika, die bis dahin nur live bei Konzerten zu hören war, wurde bei vier Songs von Antonio Greger eingespielt.
Bei dem Stück Bad Things arbeiteten die Musiker mit der britischen Singer-Songwriterin Izzy Bizu zusammen.
Zum Start der Blossom Europe Tour im Februar 2017 in London trat Sebastian Schmidt als Live-Drummer der Band bei.

### 2019:Mind the Moon
Am 15. November 2019 veröffentlichte die Band ihr drittes Studioalbum Mind the Moon. Das Album entstand sowohl im selbstgebauten Studio in Kassel als auch in weltweiten Studiosessions zwischen Australien, Italien und Norwegen. Wie beim Vorgänger Blossom wurde die Band vom Songwriter Tobias Felix Kuhn unterstützt. Auf dem Album kollaborierten Milky Chance unter anderem mit Tash Sultana, Jack Johnson, Témé Tan und den vierfachen Grammy-Gewinnern Ladysmith Black Mambazo. Die Single Don’t Let Me Down mit Jack Johnson erreichte unter anderem Platz 1 der amerikanischen Billboard Alternative Airplay Charts. Der Song Fado war zudem in EAs FIFA 20 Game vertreten.

### 2021:ColoradoundTrip Tape
Am 18. Juni 2021 veröffentlichten Milky Chance die Single Colorado. Der Song erreichte Platz 3 der US-Billboard Alternative Airplay Charts und Platz 5 der kanadischen Radio Charts. In den deutschen Single-Charts erreichte der Song Platz 28 und erlangte Platin-Status in Österreich und Gold-Status in Deutschland und der Schweiz. Der Song wurde (Stand 03/22) plattformübergreifend annähernd 100 Millionen Mal gestreamt und hatte Shazam-Chart-Platzierungen in 9 Ländern, darunter Platz 10 in Deutschland.
Die Band veröffentlichte am 3. November dann überraschend und ohne Ankündigung das Mixtape Trip Tape. Neben vier Originaltiteln inklusive Colorado enthielt Trip Tape drei Coverversionen, vier Demos und einen Remix. An den Release des Mixtapes angeschlossen spielten Milky Chance eine ausverkaufte Tour durch Nordamerika im November und Dezember 2021, die durch anschließende Fernsehauftritte bei Jimmy Kimmel und Kelly Clarkson abgerundet wurden.

### 2023:Living In A Haze
Am 9. Juni 2023 veröffentlichten Milky Chance ihr viertes Studioalbum Living In A Haze.

### 2025
2025 veröffentlichte die Band das zusammen mit dem ORF Radio-Symphonieorchester Wien eingespielte Album Live From Vienna (FM4 Session). Im Mai 2025 erschien die Single Passion.

## Festivals
Das Duo wird bei Liveauftritten von Antonio Greger an der Gitarre und der Mundharmonika unterstützt.
Milky Chance spielten unter anderem auf folgenden Festivals: Summerjam (2014, 2018 und 2022), Coachella (2015), Osheaga (2015), Lollapalooza Berlin (2016), Das Fest (Karlsruhe) (2016), Lollapalooza Paris (2017), Lollapalooza Chicago (2017), Lollapalooza Santiago (2018), Lollapalooza Brasil (2018), Lollapalooza Buenos Aires (2018), Reading and Leeds Festival (2017), Glastonbury (2015), Rock am Ring (2014), Hurricane (2017), Lowlands (2014), Rock im Park (2018), Kosmonaut Festival (2018), Watt En Schlick Festival (2021), Diversity Festival Valencia (2022), Sziget Festival Budapest (2022), OpenAir St. Gallen (2022), Lollapalooza Berlin (2022), Stars in Town (2022), Randale & Freunde Festival (2024) und Donauinselfest (2025).

## Diskografie
Studioalben

| Jahr | Titel Musiklabel                                                   | Höchstplatzierung, Gesamtwochen, AuszeichnungChartplatzierungen (Jahr, Titel, Musiklabel, Platzierungen, Wochen, Auszeichnungen, Anmerkungen) | Höchstplatzierung, Gesamtwochen, AuszeichnungChartplatzierungen (Jahr, Titel, Musiklabel, Platzierungen, Wochen, Auszeichnungen, Anmerkungen) | Höchstplatzierung, Gesamtwochen, AuszeichnungChartplatzierungen (Jahr, Titel, Musiklabel, Platzierungen, Wochen, Auszeichnungen, Anmerkungen) | Höchstplatzierung, Gesamtwochen, AuszeichnungChartplatzierungen (Jahr, Titel, Musiklabel, Platzierungen, Wochen, Auszeichnungen, Anmerkungen) | Höchstplatzierung, Gesamtwochen, AuszeichnungChartplatzierungen (Jahr, Titel, Musiklabel, Platzierungen, Wochen, Auszeichnungen, Anmerkungen) | Anmerkungen                                            |
| Jahr | Titel Musiklabel                                                   | DE | AT | CH | UK | US | Anmerkungen                                            |
| ---- | ------------------------------------------------------------------ | --- | --- | --- | --- | --- | ------------------------------------------------------ |
| 2013 | Sadnecessary Lichtdicht Records (PIAS)                             | DE14 Gold · (34 Wo.)DE | AT23 Gold · (19 Wo.)AT | CH14 (51 Wo.)CH | UK36 Silber · (5 Wo.)UK | US17 Gold · (32 Wo.)US | Erstveröffentlichung: 31. Mai 2013 Verkäufe: + 962.500 |
| 2017 | Blossom Capitol Records • Muggelig Records • Vertigo Records (UMG) | DE5 (9 Wo.)DE | AT12 (5 Wo.)AT | CH8 (6 Wo.)CH | — | US64 (1 Wo.)US | Erstveröffentlichung: 17. März 2017                    |
| 2019 | Mind the Moon Muggelig Records • Vertigo Records (UMG)             | DE23 (2 Wo.)DE | AT48 (1 Wo.)AT | CH31 (2 Wo.)CH | — | — | Erstveröffentlichung: 15. November 2019                |
| 2023 | Living in a Haze Muggelig Records (UMG)                            | DE16 (2 Wo.)DE | AT22 (1 Wo.)AT | CH13 (2 Wo.)CH | — | — | Erstveröffentlichung: 9. Juni 2023 Verkäufe: + 40.000  |

## Künstlerauszeichnungen
- 1 Live Krone
  - 2013: Kategorie „Beste Single“ (Stolen Dance)
- Echo Pop
  - 2015: Kategorie „Bester nationaler Act im Ausland“
  - 2018: Kategorie „Band Pop National“
- European Border Breakers Award
  - 2015